# Neoanisoptera
Neoanisoptera – takson owadów z rzędu ważek i podrzędu Epiprocta.

## Morfologia
Ważki te mają głowę o silnie powiększonych i umieszczonych dość blisko siebie oczach złożonych. Tułów i odwłok są dość silnej budowy, ten pierwszy cechuje się zanikiem grzbietowego odcinka szwu międzypleuralnego. Odnóża przednie w locie ustawione są prostopadle względem pozostałych par. Autapomorfią Neoanisoptera jest przede wszystkim dzieląca komórkę dyskoidalną na przednie hypertriangulum i tylne triangulum żyłka trygonalna w obu parach skrzydeł kończąca się dokładnie w kącie dystalnym tejże, wskutek czego triangulum ma rzeczywiście kształt trójkąta (tzw. trójkąt dyskoidalny); cecha ta wtórnie zanikła jedynie u niektórych gadziogłówkowatych, Cordulephyidae i ważkowatych. W pierwotnym planie budowy w obu parach skrzydeł granicę trójkąta subdyskoidalnego wyznacza żyłka pseudoanalna, a między drugą gałęzią żyłki radialnej tylnej a drugą gałęzią żyłki interradialnej obecne są dwie żyłki ukośne; ta druga cecha zanika jednak u większości współczesnych ważek różnoskrzydłych.
Larwy Neoanisoptera odznaczają się wyraźniejszą niż u taksonów bardziej bazalnych piramidką analną utworzoną przez wydłużone, spiczasto zwieńczone przysadki odwłokowe, paraprokty i wyrostki epiproktów.

## Taksonomia
Takson ten wprowadzony został w 1998 roku przez Güntera Bechly’ego. Obejmuje wszystkie Pananisoptera z wyjątkiem wymarłych Liassogomphidae i Juragomphidae. Jego systematyka do rangi rodziny z wyłączeniem podziału Exophytica i Aeshnoptera przedstawia się następująco:
- †Aeschnidiidae
- ważki różnoskrzydłe
  - Petalurida
    - †Protolindeniidae
    - Petalurodea
      - †Cretapetaluridae
        - Petaluroidea
          - †Aktassiidae
          - Petaluridae

  - Euanisoptera
    - Exophytica
    - Aeshnoptera